# Écarté
L'écarté (dal francese écarter, "scartare") è un gioco di carte di origine francese per due giocatori. Entrambi possono, con il consenso dell'avversario, scartare le carte che preferiscono (solitamente quelle che non convengono) e riceverne in egual numero. Si distribuiscono cinque carte per ogni giocatore, mentre l'undicesima carta, che viene lasciata scoperta, determina quale sarà il seme di briscola. Ad ogni giocata si è obbligati a rispondere con una carta superiore dello stesso seme o, nel caso in cui non si disponga di tale carta, con la briscola. Si gioca con un mazzo di 52 carte a semi francesi dal quale vanno rimosse le carte di valore inferiore al 6, in modo da ottenere un mazzo da 32 carte (similmente a quanto accade nel gioco del piquet) i cui valori in ordine crescente sono 7, 8, 9, 10, Asso, Jack, Regina e Re.

## Svolgimento
Il mazziere distribuisce cinque carte a sé e al secondo giocatore in tranche da 3+2 o da 2+3 (tale scelta può essere concordata o essere a discrezione del mazziere). Se l'undicesima carta è un re al mazziere viene immediatamente attribuito un punto. L'altro giocatore può quindi iniziare la fase dello scambio: si tratta di scartare delle carte che vengono rimpiazzate con quelle pescate dal mazzo rimasto sul tavolo dopo la distribuzione. Per iniziare lo scambio, il giocatore deve proporre al mazziere un certo numero di carte; tale proposta può essere accettata o meno dal mazziere. Se egli accetta, l'altro giocatore scarta il numero di carte proposto e il mazziere gliene distribuisce altrettante prendendole dal mazzo di carte rimanenti. Dopodiché il mazziere deve anch'egli fare uno scambio di almeno una carta. Una volta che le carte sono state scartate non vengono più usate né guardate. Se la proposta viene accettata, l'altro giocatore può farne una seconda, se lo desidera, e può continuare a farne finché il mazziere le accetta. Questa fase finisce (consentendo così l'inizio della partita vera e propria) quando l'altro giocatore decide di non proporre più scambi, quando il mazziere rifiuta di accettarli, o quando le carte nel mazzo si esauriscono.
L'altro giocatore non è obbligato a fare nessuno scambio. Se non viene fatta nessuna proposta iniziale, egli diventa un giocatore "vulnerabile", lasciando al mazziere l'opportunità di segnare un punto in più. Il mazziere ha lo stesso svantaggio e diventa "vulnerabile" se rifiuta la proposta iniziale avanzata dall'avversario. Dopo la proposta iniziale, il secondo giocatore può rifiutarsi di farne altre e il mazziere può non accettarle in qualsiasi momento, senza che uno dei due diventi "vulnerabile".
Prima di giocare la prima carta, se uno dei due giocatori ha il re di briscola, può segnare un punto in più annunciandolo; non è obbligato a farlo, ma perde la possibilità di segnare il punto successivamente se non lo fa prima di iniziare a giocare.
La partita comincia con il secondo giocatore a cui spetta iniziare la prima mano; il vincitore inizia quindi la mano successiva. La mano è vinta dalla carta più alta giocata; se si gioca una carta del seme di briscola, la presa viene effettuata dal giocatore con la briscola più alta.

## Punteggi
- Un punto è assegnato al mazziere se l'undicesima carta in tavola è un re.
- Un punto viene assegnato al giocatore che dichiara di avere il re di briscola in mano prima di iniziare la partita.
- Un punto viene assegnato al giocatore che effettua più prese.
- Un punto extra viene assegnato al vincitore nel caso in cui egli "faccia cappotto", ossia se riesce a vincere tutte e cinque le prese.
- Un punto extra è assegnato se si batte un giocatore "vulnerabile" (ad esempio effettuando la maggior parte delle prese)

La partita è vinta dal giocatore che totalizza cinque punti.